# جايسون بلاك
جايسون بلاك (بالإنجليزية: Jason Black) هو لاعب تايكوندو أمريكي، ولد في 15 أغسطس 1972 في أوتوموا في الولايات المتحدة.

## وصلات خارجية
- جايسون بلاك على موقع يو إف سي (الإنجليزية)
- جايسون بلاك على موقع شيردوغ (الإنجليزية)
- جايسون بلاك على موقع IMDb (الإنجليزية)